# Fraxinus odontocalyx
Fraxinus odontocalyx — вид квіткових рослин з родини маслинових (Oleaceae).

## Опис
Це невелике чи середнє дерево від 10 до 20 метрів у висоту. Гілочки циліндричні, шершаві. Листки в кільцях по 3 на кінчиках гілок; листкові ніжки 4–5 см; листочків 7–11(13); листочкові ніжки 5–12 мм; листочкові пластинки яйцюватої, ланцетної чи вузьколанцетної форми, 2.5–8(12) × 1.5–4 см, адаксіально (верх) гола, абаксіально зі щільними дрібними залозистими крапками, інколи запушена вздовж середньої жилки, край нерівномірно дельтасто-зубчастий, верхівка загострена чи довгозагострена. Цимозні волоті бічні на гілках минулого року, ≈ 5 см. Квітки полігамні, з'являються перед листками, супротивні чи в кільцях по 3; без чашечки і віночка. Самара зворотно-ланцетна, 30–50 × 5–8 мм. Квітне в квітні — червні, плодить у липні — жовтні. 2n = 46.

## Поширення
Зростає в пн.-цн., пд.-цн. та пд.-сх. Китаї (Чжецзян, Сичуань, Шеньсі, Гуйчжоу, Гуансі, Гуандун, Фуцзянь, Аньхой, Хубей).
Росте на висотах від 800 до 2400 метрів; на відкритих полях гірських районів і біля доріг.

## Використання
Немає інформації про використання та торгівлю цим видом.